# Vampirismo clinico
Il vampirismo clinico (anche noto come ematolagnia) è una parafilia caratterizzata dall'eccitazione sessuale (nella maggior parte dei casi) associata a un bisogno compulsivo di vedere, sentire o ingerire sangue, ciò indipendentemente dal fatto che ci sia o meno l'autoconvinzione dell'essere un vampiro.

## Storia
La prima presentazione formale del vampirismo clinico a comparire nella letteratura psichiatrica, con l'interpretazione psicoanalitica di due casi, è stata conferita da Richard L. Vanden Bergh e John F. Kelley nel 1964.
Il vampirismo fu formalmente proposto come condizione clinica particolare nel 1985 da Herschel Prins. Il disturbo proposto non è incluso nell'ICD-10 o in qualsiasi altro manuale diagnostico.

## Sinonimi
- Sindrome di Renfield: denominazione coniata da Richard Noll sulla base di R.M. Renfield, personaggio del romanzo Dracula di Bram Stoker, detenuto nel manicomio del Dr. John Seward e mangiatore compulsivo di uccelli, mosche e ragni al fine di prendere loro la forza vitale.[5]
- Ematodixia ed ematodiemia: termini non usati o accettati dalla comunità medica o scientifica, coniati e usati in alcune pubblicazioni di giornalismo pseudoscientifico.[6]
- Sanguinarius: in auge in particolare in ambienti anglosassoni venne coniato da alcuni praticanti di vampirismo non criminale o non violento per auto-denominarsi in un contesto di sottocultura.[6]

## Classificazione
Nella letteratura psichiatrica professionale la sindrome di Renfield è associata all'eccitazione sessuale dopo la pubertà. Per alcuni psicologi il vampirismo clinico è un modo per raggiungere l'eccitazione e il piacere sessuale attraverso l'aggressività.
Alcuni autori lo considerano una variante della necrofilia e la considerano anche una forma di sadismo poiché molti degli individui in questione succhiano il sangue dalle ferite che causano alle loro vittime nel loro sfogo sessuale.

## Eziologia
La causa di questa condizione clinica non è completamente identificata. Applicando la teoria psicoanalitica, il vampirismo clinico potrebbe essere dovuto a traumi e conflitti durante lo sviluppo dell'individuo nell'infanzia.

## Diagnosi
Molti pazienti affetti dal vampirismo clinico vengono trattati da psichiatri o psicologi come psicotici o schizofrenici, anche se altri esperti hanno suggerito di catalogare il tutto come parte di una particolare malattia a sé stante con i segni, sintomi e patogenesi propri chiamata: sindrome di Renfield.
Alcuni pazienti negano di avere una connotazione erotica o sessuale dall'esperienza di mangiare il sangue attribuendo il proprio desiderio di sangue a una necessità per sopravvivere.
In alcuni casi di vampirismo di gruppo non violento, con donatori passivi volontari, la diagnosi più appropriata secondo alcuni esperti è il sadomasochismo.
Come sindrome lo psicologo Richard Noll sottolinea che tende a presentarsi più frequentemente negli uomini e che essa ha diverse fasi di sviluppo:
1. Infanzia: la prima fase di solito si verifica durante l'infanzia, quando il bambino è coinvolto in un incidente sanguinoso in cui scopre l'eccitazione per il sangue.
2. Autovampirismo: il paziente scopre consciamente il piacere che la visione o il gusto del suo stesso sangue gli provocano.
3. Zoophagia: il paziente gusta il sangue degli animali, in particolare quello degli animali domestici (in quanto più accessibili).
4. Vampirismo clinico: la fase più avanzata della sindrome e che caratterizza la patologia in questione, in cui l'individuo vuole mangiare compulsivamente il sangue di altri esseri umani ottenendolo sia in modo lecito che criminale.

## Trattamento
Non esiste un trattamento specifico e secondo la teoria psicoanalitica del disturbo alcuni autori suggeriscono che i pazienti affetti da vampirismo clinico potrebbero beneficiare di un approccio psicodinamico con l'incorporazione di un pensiero psicoanalitico in un approccio terapeutico olistico o di terapie cognitivo-comportamentali.

## Persone famose legate al vampirismo
Nel corso della storia ci sono state diverse persone famose ad essere legate al vampirismo clinico tra cui:
- Vlad III di Valacchia: principe di Valacchia dal 1436 al 1442 e dal 1443 al 1447. Sebbene non ci siano prove che abbia praticato il vampirismo (bevuto del sangue) la sua spietatezza nell'impalare i nemici ha ispirato il personaggio del conte Dracula.
- Erzsébet Báthory: chiamata "la contessa sanguinaria" era un'aristocratica ungherese che visse tra il XV e il XVI secolo. Dopo essere diventata vedova nel 1604 per non perdere la sua giovinezza e la sua bellezza si diede alla magia nera e uccise circa 650 persone. Usò parte del loro sangue per fare dei bagni o per berlo.
- Gilles de Rais: fu un aristocratico francese del XV secolo che combatté negli ultimi anni della guerra dei Cent'Anni con Giovanna d'Arco. Nel corso della sua vita torturò, stuprò e uccise almeno 140 bambini e adolescenti nutrendosi del loro sangue fino al 1440, quando fu catturato, processato e ucciso.
- Peter Kürten: meglio conosciuto come "il vampiro di Düsseldorf" visse un'infanzia di estrema povertà e violenza. Durante la sua vita si rese protagonista dell'omicidio di 30 persone tra uomini, donne e bambini utilizzando armi bianche, come forbici e coltelli, con le quali tagliava la gola delle vittime per berne il sangue.
- Fritz Haarmann: soprannominato "il vampiro di Hannover" uccise, agli inizi del XX secolo, almeno 27 maschi adolescenti con un morso alla carotide per berne il sangue. Nel 1925 fu arrestato, processato e giustiziato per decapitazione.
- Richard Trenton Chase: assassino statunitense conosciuto come "il vampiro di Sacramento" responsabile di 6 omicidi commessi tra il 1977 e il 1978. Morì suicida in carcere nel 1980.

## Nella cultura di massa
Il primo personaggio affetto dalla sindrome di Renfield è apparso, in televisione, in un episodio del 2005 di CSI intitolato "Ai limiti della follia" (Stagione 5, Episodio 21). Il concetto è stato anche menzionato nell'episodio 7, stagione 5 di Criminal Minds dal titolo "La musica del sangue" e nell'episodio 10, stagione 11, dal titolo "Futuro allo specchio".
Nel videogame del 2008 Fallout 3 appare una comunità di persone convinte di essere dei vampiri e che, a causa di ciò, praticano il cannibalismo.
Nel 2010 una serie televisiva canadese di 11 episodi, The Renfield Syndrome, è stata girata a Vancouver, in California.
Nel 2017 nel libro Sete di Jo Nesbø appare l’assassino della storia che beve il sangue delle vittime, tutte uccise con una dentiera di ferro.

### La figura del vampiro nel folclore mondiale
- Vampiri nel folclore europeo
- Vampiri nel folclore africano
- Vampiri nel folclore mediorientale
- Vampiri nel folclore orientale
- Vampiri nel folclore oceaniano
- Vampiri nel folclore americano

### Altro
- Vampiri nella cultura popolare